# Ancien bâtiment de la gare principale de Belgrade
Pour les articles homonymes, voir Gare de Belgrade, Gare de Belgrade Centre et la nouvelle gare principale.
L'ancien bâtiment de la gare principale de Belgrade (en Зграда старе Главне железничке станице), anciennement Gare de Belgrade-Glavna, est un édifice monumental situé sur la place Sava à Belgrade, la capitale de la Serbie. Construit entre 1882 et 1885 selon les plans de l'architecte Dragiša Milutinović, il est classé monument culturel de grande importance de la république de Serbie. Après avoir servi de gare principale de la ville pendant 134 ans, elle a été fermée au trafic ferroviaire en 2018 et est actuellement en cours de rénovation pour devenir le nouveau siège du Musée d'histoire de Serbie.

## Historique

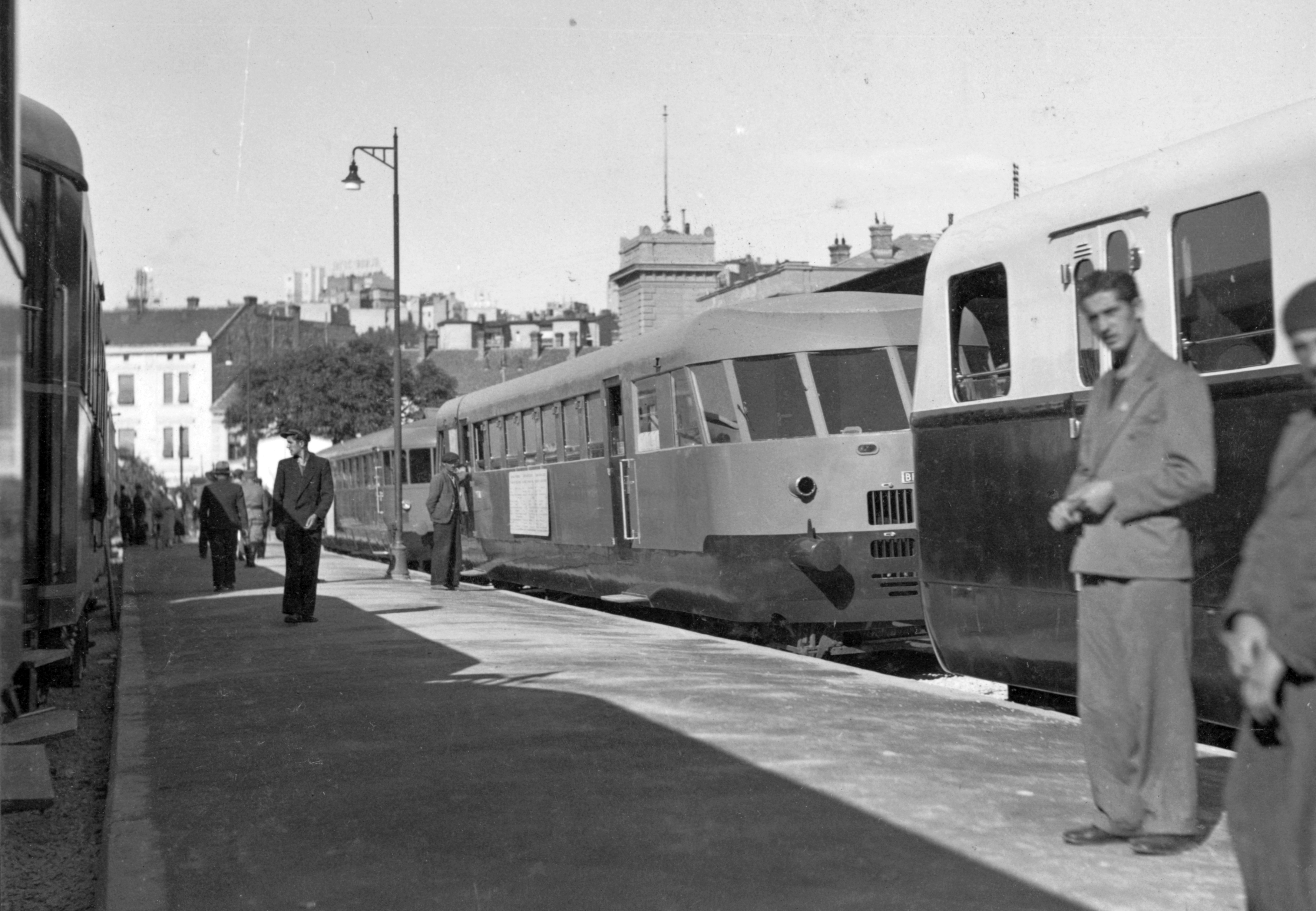
Présentation d'un autorail à la gare en 1937.

La construction du bâtiment est directement liée à la création de la première ligne de chemin de fer en Principauté de Serbie, la ligne Belgrade-Niš, qui faisait partie de la liaison internationale entre Vienne et Istanbul. L'édifice a été construit dans le style académique sur une zone marécageuse alors connue sous le nom de Bara Venecija.
Le premier train a quitté la gare le 1er septembre (20 août selon l'ancien calendrier) 1884, en direction de Zemun. Les premiers passagers étaient le roi Milan Ier Obrenović, la reine Natalija Obrenović et le prince héritier Alexandre Ier.
Au cours de son histoire, la gare a été le théâtre de nombreux événements importants. En 1888, elle est devenue une étape de l'Orient-Express. En 1980, le train funéraire de Josip Broz Tito est passé par cette gare.

## Fermeture et avenir du bâtiment

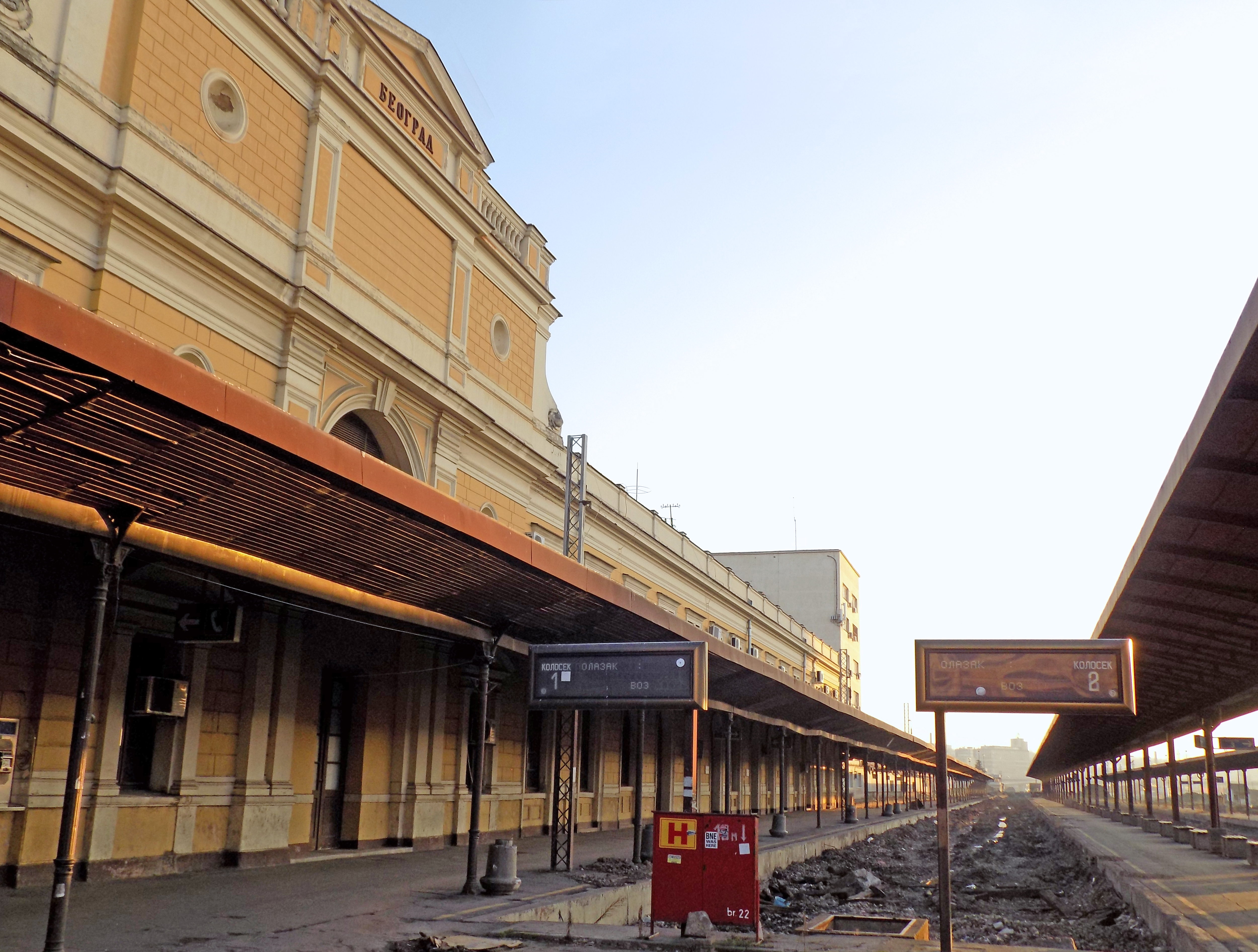
Les guichets après la fermeture de la gare, en 2019.

Dans le cadre du projet d'aménagement Belgrade Waterfront, il a été décidé de déplacer le principal nœud ferroviaire de la ville vers la nouvelle gare de Belgrade Centre (Prokop). Le trafic a été progressivement transféré, et le 1er juillet 2018, après le départ du dernier train pour Budapest, la gare a été définitivement fermée.
Après sa fermeture, il a été décidé de transformer le bâtiment historique en nouveau siège du Musée d'histoire de Serbie. Les travaux de reconstruction de l'édifice et de réaménagement de la place Sava adjacente, où a été érigé un grand monument à Stefan Nemanja, ont commencé dans les années qui ont suivi.

## Architecture
Le bâtiment de la gare est l'un des édifices les plus monumentaux du Belgrade du XIXe siècle. Conçu dans un esprit académique, sa composition architecturale est dominée par un avant-corps central de style néo-classicisme, surmonté d'un tympan triangulaire. L'édifice est un témoignage du développement technique et architectural de la Serbie à cette époque.

## Galerie

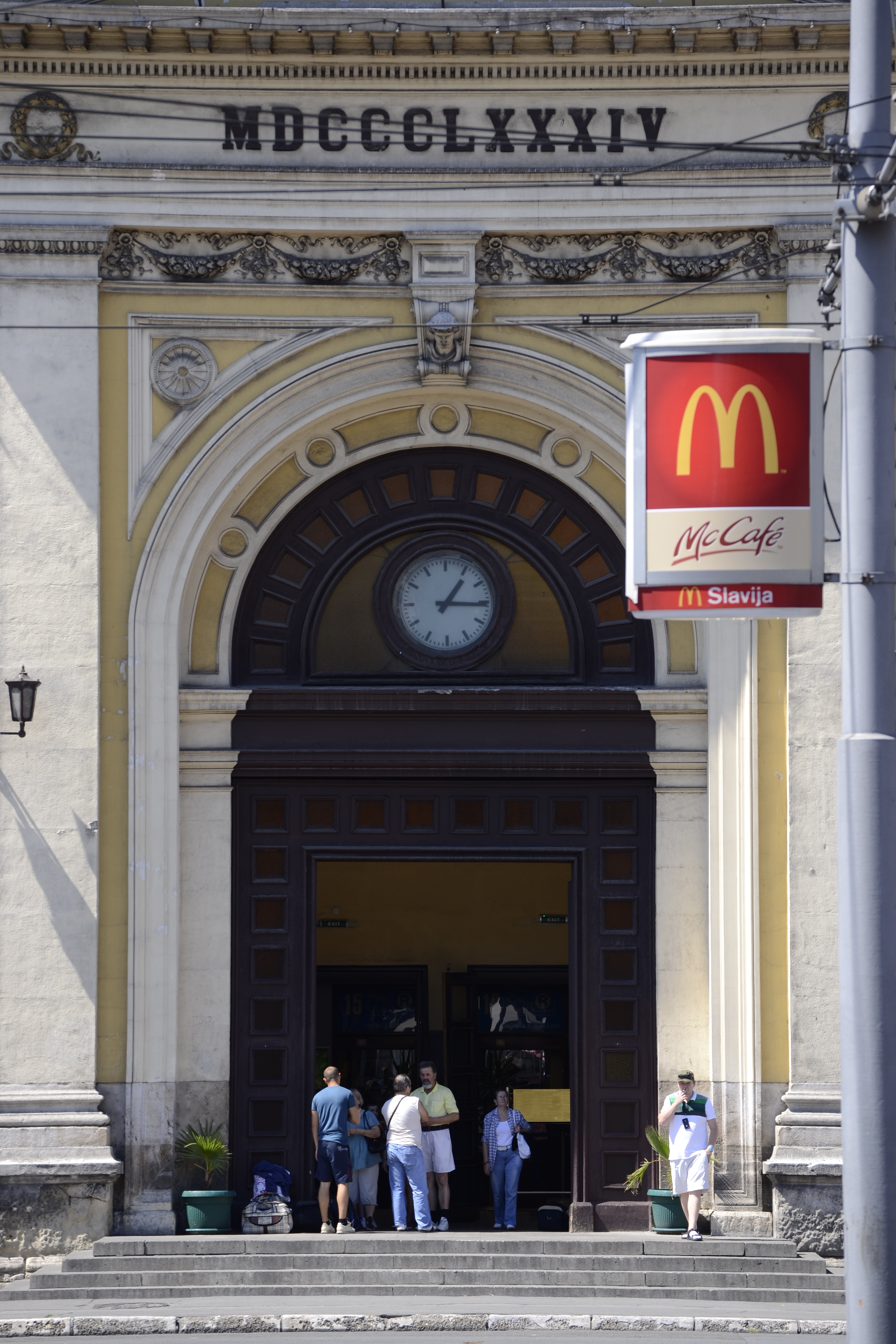
Détails de la façade, 2012.
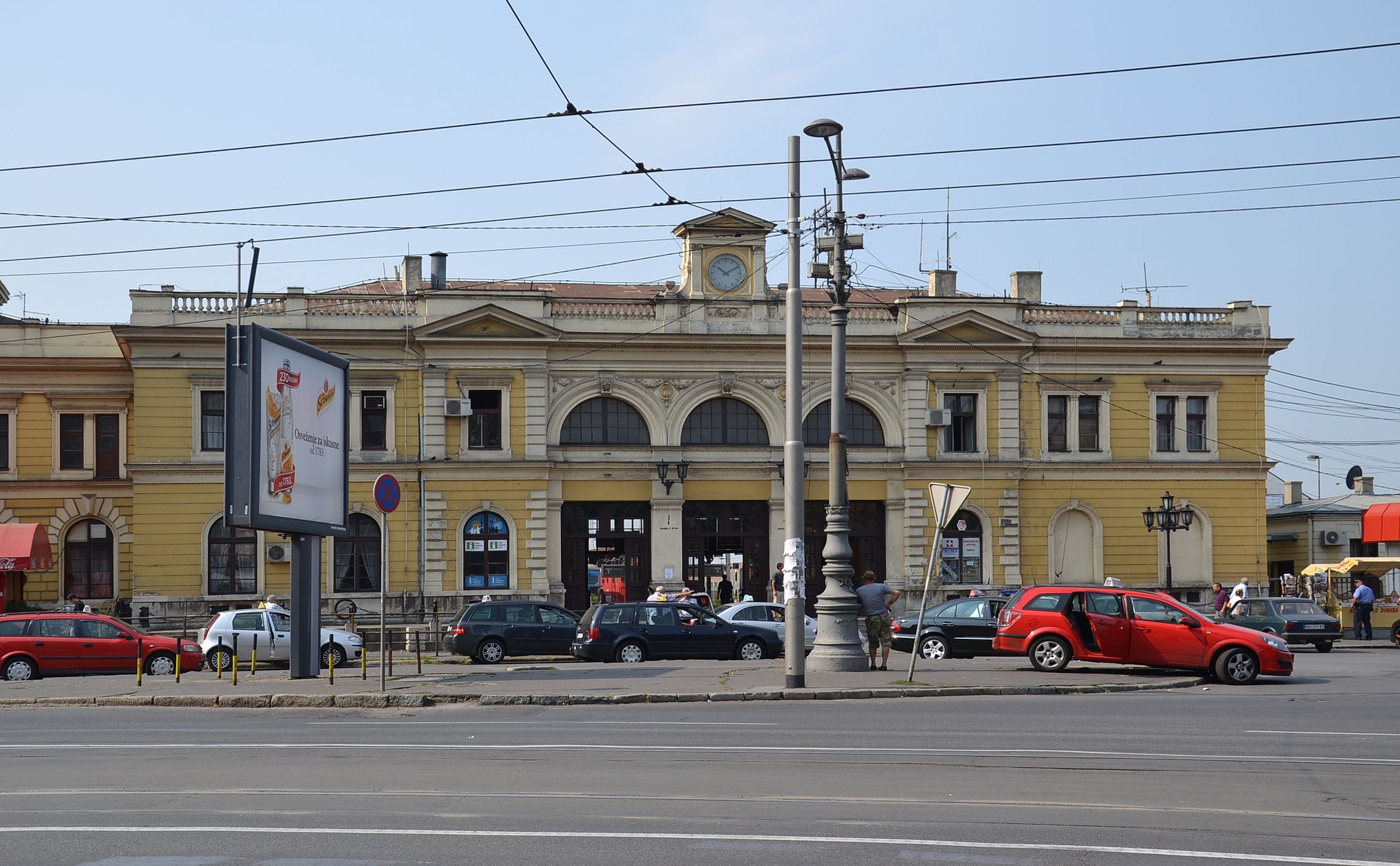
Vue du bâtiment
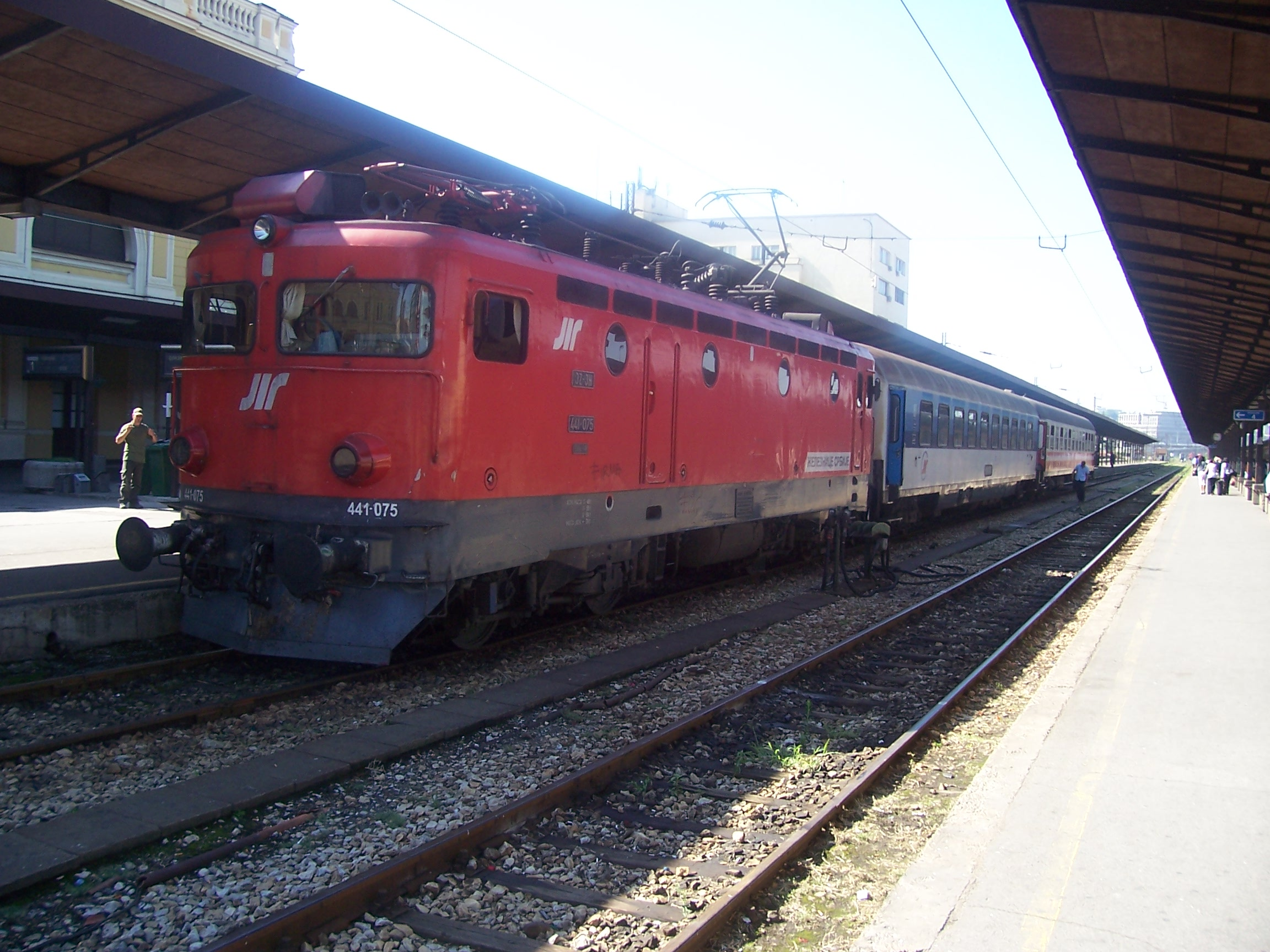
La gare en service, 2008.
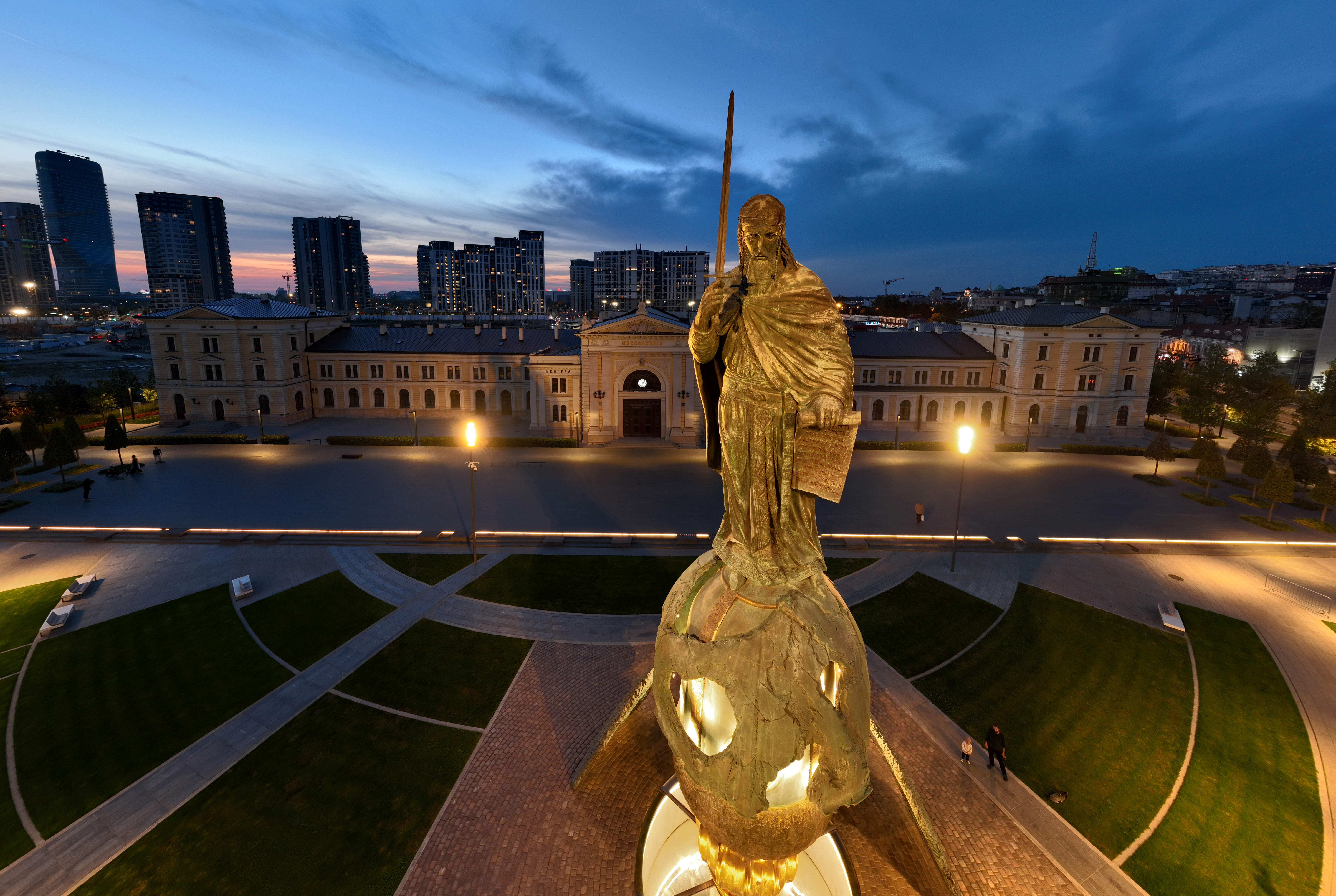
Le bâtiment et le monument de Stefan Nemanja, 2023.
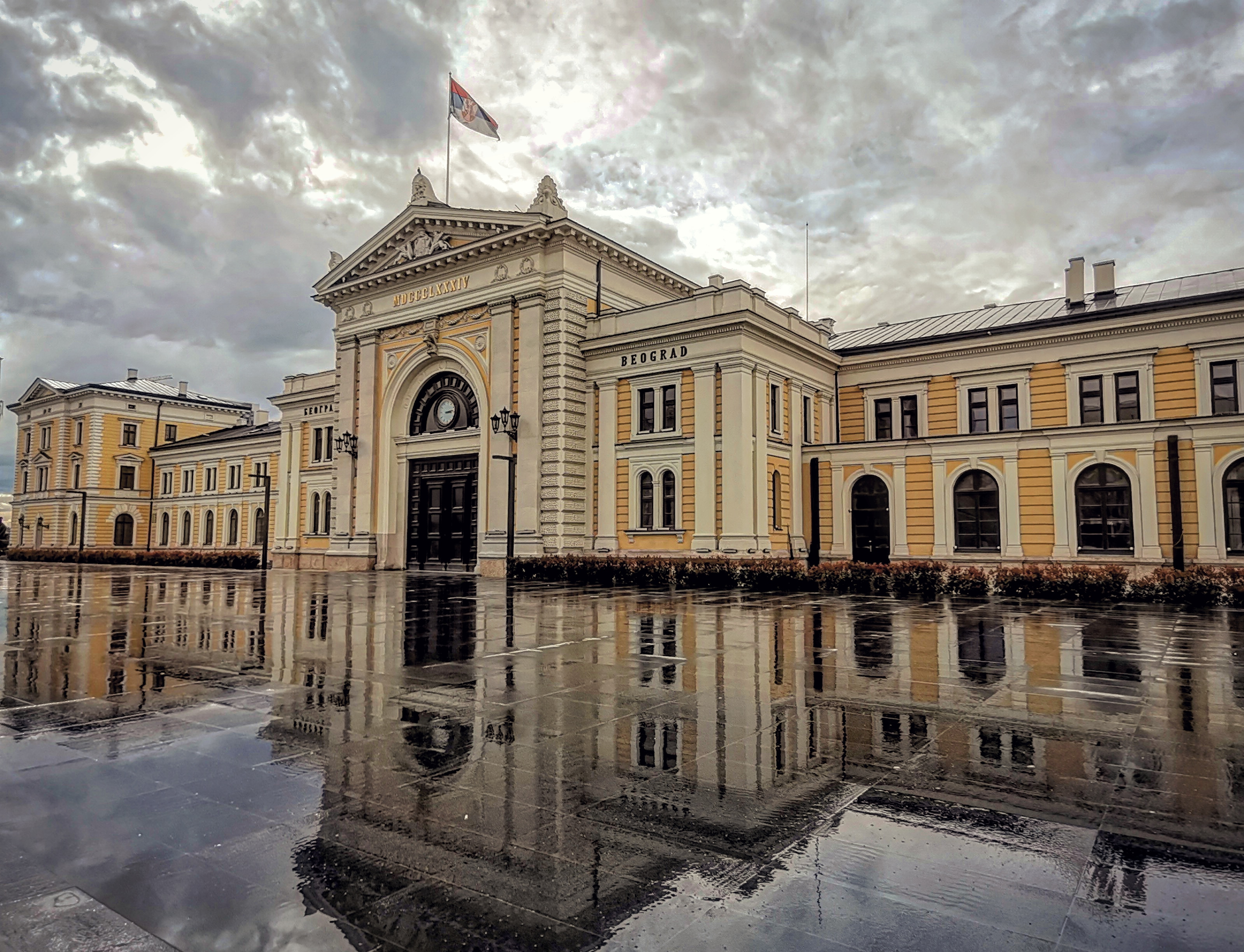
Le bâtiment en reconstruction, 2024.